# Chaptaliseren

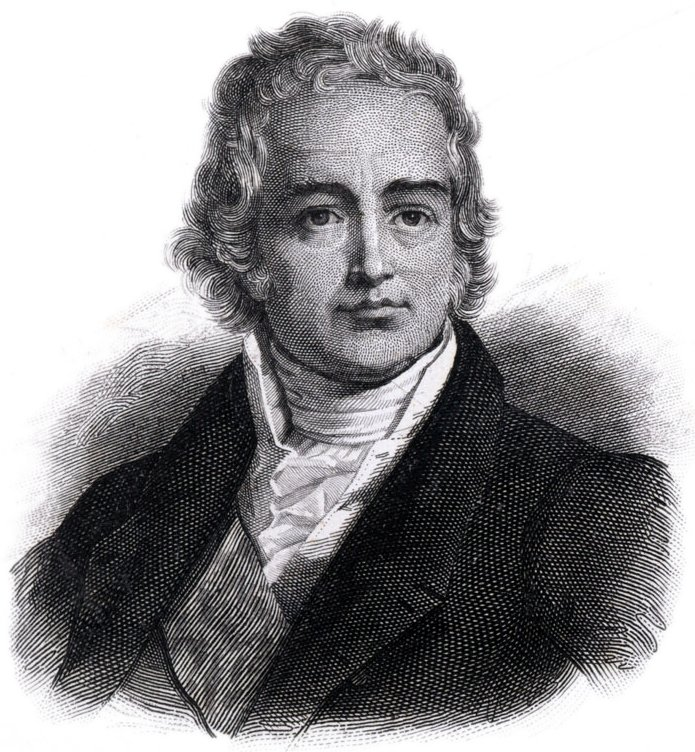
Jean-Antoine Chaptal, de bedenker van het chaptalisatieprocedé

Chaptaliseren is het toevoegen van suiker aan nog niet vergist druivensap – de zogenaamde most – om een wijn met een hoger alcoholpercentage te creëren.
De term is afgeleid van de naam van Jean-Antoine Chaptal, de uitvinder van deze techniek.
Chaptalisation is het Franse woord hiervoor. Een andere term is amélioration. In het Duits wordt deze handeling met Anreicherung of Verbesserung aangeduid.